# وندی او ویلیامز
وندی او ویلیامز (انگلیسی: Wendy O. Williams؛ ۲۸ مهٔ ۱۹۴۹ – ۶ آوریل ۱۹۹۸) یک موسیقی‌دان اهل ایالات متحده آمریکا بود. وی بین سال‌های ۱۹۷۸ تا ۱۹۸۸ میلادی فعالیت می‌کرد.